# Jan van Bijlert

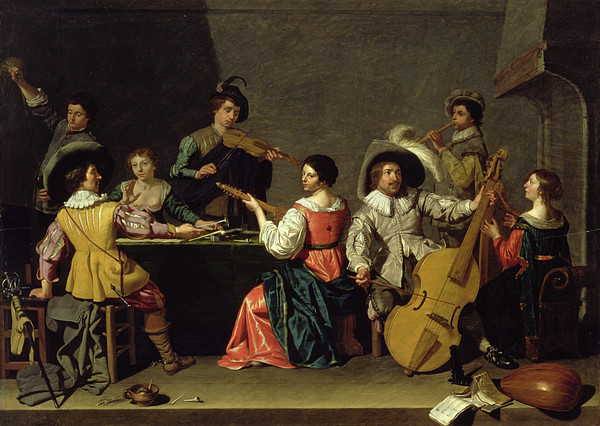
Groupe de musiciens, vers 1640.

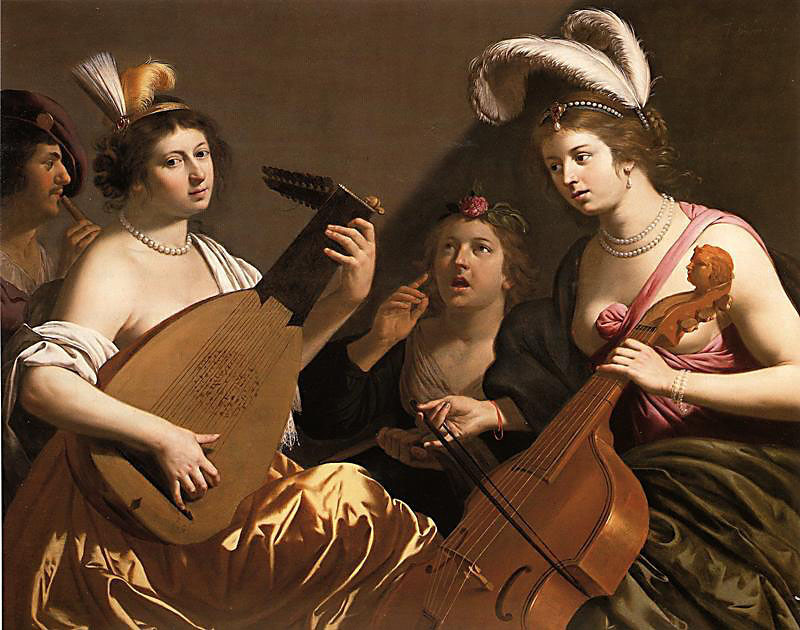
Le Concert, entre 1600 et 1630.

Jan Hermansz. van Bijlert ou Van Bylert, Van Bylaert, ou encore, en italien, Giovanni Bilardo (Utrecht, 1597 ou 1598 – id., avant le 13 novembre 1671) est un peintre néerlandais (Provinces-unies) du siècle d'or qui compte parmi les peintres caravagesques d’Utrecht.

## Biographie
Jan van Bijlert est né en 1597 ou 1598 à Utrecht. C'est d'abord auprès de son père, le peintre sur verre Herman Beerntsz. Van Bijlert, qu'il semble avoir fait son apprentissage. Après la mort de celui-ci – selon Sandrart, à partir de 1616 – il rejoint dans sa ville l’atelier d’Abraham Bloemaert.
Il entreprend ensuite un voyage prolongé, qui l’emmène d’abord en France puis, au début des années 1620, à Rome, où il séjournera plusieurs années, probablement jusqu’en 1624 ; sa présence, sous le nom de Giovanni Bilardo n'y est toutefois documentée que jusqu’en 1621. Là, il rencontre certains de ses compatriotes, dont Jan Gerritsz van Bronkhorst, Cornelis Van Poelenburgh et Willem Molyn, avec lesquels il fonde en 1623 un groupe d'entraide essentiellement destiné aux artistes venus du nord, les Bentvueghels. Le groupe donne à van Bijlert le surnom d'Æneas.
Il est probable qu’à cette époque, l'artiste ait déjà beaucoup peint. Toutefois, aucune œuvre de cette période ne peut lui être attribuée aujourd’hui avec certitude, ce qui est sans doute dû au fait que son style du début diffère complètement de celui des œuvres qu’il allait réaliser par la suite. Les œuvres les plus anciennes que l'on connaisse de lui remontent en fait au milieu des années 1620 et sont marquées par l’influence de Guido Reni et du Caravage, ainsi que de leurs disciples, en particulier Gerrit van Honthorst.
En 1624, il revient dans sa ville natale, où il restera pratiquement jusqu'à la fin de sa vie. L'année suivante, il part épouser à Amsterdam Margriete Kemings, une jeune femme de condition modeste, et devient membre de la schutterij, d'Utrecht. Également vers cette époque, il prend part à la fondation de la guilde de Saint-Luc locale, dont il sera nommé doyen de 1632 à 1637. Il semble alors jouir d'une très bonne réputation puisque dès 1632, deux de ses œuvres feront partie de la collection du stadhouter. Van Bijlert est signalé en 1630 comme appartenant à l'Église réformée, mais sa foi protestante ne l'empêche pas d'accepter des commandes venant de catholiques.
En 1639, les peintres et les sculpteurs de la guilde se séparent et constituent des corporations distinctes ; à partir dette date, l'association des peintres prend le nom de Schilders-College (le « Collège des peintres »), et van Bijlert en sera tour à tour, en 1654-55 et entre 1667 et 1670, doyen et overman. Entre-temps, il avait également rejoint la confrérie de l’hôspice Saint-Job (le Sint-Jobsgasthuis), au sein de laquelle il occupera la fonction d'économe en 1642 et 1643.
Il meurt à Utrecht en novembre 1671 et est enterré le 13 du même mois dans l'église Saint-Nicolas (la Nicolaaskerk).

## Œuvre
Van Bijlert fut l’un des peintres les plus importants de la ville d’Utrecht, et ses œuvres rencontrèrent un grand succès de son vivant. Selon Arnold Houbraken, il fut également demandé comme professeur ; il a formé en effet de nombreux élèves, parmi lesquels Bertram de Fouchier, Ludolf de Jongh, Johannes De Veer, Mattheus Wijtman et Abraham Willaerts.
On connaît de lui environ deux cents œuvres. Il est toutefois assez malaisé de retracer son évolution stylistique, étant donné que ses peintures de genre et ses tableaux « historiques » ne sont pas datés la plupart du temps. On peut cependant situer ses meilleures productions à la fin des années 1620 et dans les années 1630.
Il peignit surtout des scènes religieuses et mythologiques, des scènes de genre, mais il fut également portraitiste. Comme ce n’était apparemment pas un peintre de paysage, certains décors de ses toiles ont pu être exécutés par des peintres spécialisés dans ce genre, comme par exemple Herman Saftleven le Jeune, auquel on attribue le paysage de La Découverte de Moïse de Berlin.
Au début, van Bijlert travailla à la manière du Caravage. On le compte parmi les représentants de l'École caravagesque d'Utrecht, bien que son œuvre soit jugée d'une moindre importance au sein de ce mouvement par rapport à celle des trois chefs de file que sont Gerrit van Honthorst, Dirck Van Baburen et Hendrick ter Brugghen. Comme Van Honthorst, il devait évoluer par la suite vers un style plus classique.
- Le Festin des dieux, Musée Magnin, Dijon